# 長野えびす講煙火大会
長野えびす講煙火大会（ながのえびすこうえんかたいかい）は、長野県長野市で毎年11月23日（勤労感謝の日）に行われる花火大会である。
全国的にも珍しい晩秋に開かれる大規模な花火大会であり、2017年（平成29年）の第112回大会では1万3,000発が打ち上げられ、40万人の人出を集めた。また、技術の発達を奨励し、翌年の花火の傾向もわかることから、全国から花火師も見学に集まっている。
花火評論家をして、「一度はこのえびす講煙火大会を見ておかないと」と言われるほどで、「全国で最も少ない予算で最高の内容を盛り込んだ」質の高さも評価されている。

## 概要
長野県は現在でも打揚煙火生産額全国2位・煙火製造業者数全国1位という有数の花火生産地であるが、長野市では近世から伝統的に祭礼に花火が奉納されてきた。平林では1827年（文政10年）に、若者組自作の花火が奉納され、1922年（大正11年）まで続き、以後は専門業者に依頼するようになった。安茂里犀川神社では近世以来若者組の手で花火が上げられ、現在も「久保寺煙火保存会」による杜煙火の奉納は市の無形民俗文化財に指定されている。
権堂町では遊廓が出資して、四方の遊客を誘うため、秋葉神社の祭礼に花火を上げていた。この花火は、「商店、旅館の繁昌は云うばかりでなく料理屋、飲食店は客で充満し、遂にはどこへ行っても芋の煮ころがしひとつ買うことの出来ぬほどの盛況を呈せり」というほどの盛況であったという。
この文化は明治維新で一時途絶えてしまうが、1899年（明治32年）に45名の発起人によって復活。善光寺門前に鎮座する西宮神社（岩石町）の御祭礼（えびす講）の大売出しに合わせ、景気づけとして盛大に花火大会が開かれるようになった。また、それまで昼花火が主だったが、この時から夜花火が主になった。打ち上げ場所は鶴賀遊郭田んぼの高土手で、1902年（明治35年）から1914年（大正3年）までは主催が遊郭の妓楼になった。1910年（明治43年）には、36軒の妓楼290人の娼妓に1219人の遊客があったという。
1916年（大正5年）には全国で初めて二尺玉を打ち上げるなど先進的な大会になり、またこのころから参加する煙火師を厳選したため、全国の煙火師から「出世煙火」と言われるようになった。
その後打ち上げ場所の市街化が進んだことで、1991年（平成3年）には二尺玉の打ち上げを自粛することとなったが、その翌年からは全国十号玉新作花火コンテストを併催することで大玉による競争から技術による競争に転換し、現在でも多くの観覧客を集めている。

### 沿革
- 1899年（明治32年）11月20日 - 45名の発起人により、長野市商工業の発展を図ろうとする目的から、西宮神社えびす講に合わせて長野市大煙火会開催。以降、毎年11月20日に煙火大会を開催する[2]。
- 1901年（明治34年） - 子供を探すために立ち入り禁止地区へ潜り込んでいた男に花火が当たり、死亡。協議の結果、以後は鶴賀新地が一切の事業を継承することになる[2]。
- 1902年（明治35年） - 主催が鶴賀新地に（大正3年まで）。市内各地から寄付を集め、不足額は鶴賀新地負担とする[2]。
- 1905年（明治38年） - 東京より玉屋を招き、大門内で仕掛け花火をやって人気を集める。また、成績優良な煙火師に優勝旗を授与し、大いに技術の発達を奨励するようになる[2]。
- 1915年（大正4年） - 長野商工懇話会（現・長野商工会議所）が後援に入る[2]。
- 1916年（大正5年） - 長野商工懇話会が主催になり、鷲澤平六が陣頭に立つ。資金集めに奔走し、時には身銭を切るなど、以後の長野の花火の発展は、鷲澤平六の寄与が大きい。初めて二尺玉を打ち上げ、全国を驚かせる。代表的な煙火師は藤原善九郎で、後の黄綬褒章受章者・青木儀作も参加[2]。
- 1922年（大正11年） - 9月に東宮殿下（昭和天皇）欧州御巡遊の帰国記念の奉祝煙火が、信濃煙火同好会主催で行われる。えびす講煙火大会はその「うつし」と称して同一のものが打ち上げられ、例年より規模も大きく、未曽有の壮観となる[2]。
- 1941年（昭和16年） - 戦中の統制から1947年（昭和22年）まで、すべての煙火が中止される（過去の公式プログラムに昭和17年からとあるが、誤り）[3]。
- 1948年（昭和23年） - えびす講煙火大会復活。三輪田んぼ（柳町中学校北側）より打ち上げられる[7]。
- 1958年（昭和33年） - 打ち上げ場所を旭山中腹（通称ドン山）に移す[7]。
- 1966年（昭和41年） - 打ち上げ場所を丹波島下流域に移す。宅地化が急速に進み、郊外への移転の始まり[7]。
- 1967年（昭和42年） - 打ち上げ場所を善光寺雲上殿東の台地とバードラインに移す（1972年まで）[3]。
- 1973年（昭和48年） - 打ち上げ場所を丹波島上流域に移す（1990年まで）[3]。
- 1988年（昭和63年） - 夜の部は天皇の病気により中止[7]。
- 1991年（平成3年） - この年から名物だった二尺玉（20号玉）の打ち上げを自粛[3]。打ち上げ場所を丹波島下流緑地公園に移す[7]。
- 1992年（平成4年） - この年から全国10号玉新作花火コンテストを併催。
- 1995年（平成7年） - 平日の交通渋滞を避けるため、この年から開催日を11月23日（勤労感謝の日）に変更[7]。さらにこの年から二尺玉を復活（1998年まで）[3]。
- 1999年（平成11年） - 再び保安上の問題から二尺玉を中止。以後、10号玉（一尺玉）が最大となる[3]。
- 2005年（平成17年） - 第100回を迎える。
- 2019年（令和元年） - 台風第19号（東日本台風）による信濃川の大規模浸水のため開催中止（予備日順延もなし）。
- 2020年（令和2年） - 新型コロナウイルス感染症の影響により1年延期し、代替事業として「千曲川流域復興等花火打上げ」を実施。
- 2021年（令和3年） - 感染状況を考慮して有料観覧席等を設けず、打ち上げ場所を市内4カ所に分散。
- 2022年（令和4年） - 感染対策を講じた上、打ち上げ場所を2カ所にして開催。

## 会場
長野市若里の犀川第二緑地が会場となる。長野赤十字病院付近の川辺で18時から2時間ほど打ち上げられる。観覧席・屋台等は丹波島橋から長野大橋にかけての河川敷に広がっている。
2017年（平成29年）の第112回大会の場合、椅子席の「えびすシート」と、テーブル席で弁当・専用駐車場付の「プレミアムシート」、団体専用のテーブル席「大黒シート」の3種類の有料観覧席（予約制）が設けられている。無料で観覧する場合は、堤防斜面等に思い思いに陣取ることとなる。
全国的にも珍しい「寒空の下の花火大会」（長野市の11月23日平年値は、最低気温1.5℃・最高気温11.1℃）であるため、約100店ほどが立ち並ぶ屋台では様々な温かい食べ物が販売される。

### アクセス
- JR・しなの鉄道・長野電鉄長野駅善光寺口から、アルピコ交通（川中島バス）21系統「日赤」下車すぐ
  - 例年通常便に加えて、長野駅善光寺口・東口および郊外各地に設けられた臨時駐車場からシャトルバスが随時運行される。
  - 長野駅東口から徒歩20分
- 当日は両岸の堤防道路は歩行者専用となるほか、日赤通り以南一帯（若里五・六・七丁目およびアークス）は住民・関係者以外の車両進入が禁止される。